# Dryptosaurus
 Dryptosaurus  („zerreißende Echse“) war ein mittelgroßer theropoder Dinosaurier aus der späten Oberkreide (oberes Campanium bis unteres Maastrichtium) von Nordamerika. Die Gattung wird zu den Tyrannosauroidea gestellt und enthält lediglich die Typusart D. aquilunguis. Dryptosaurus war der erste Fleischfresser unter den ersten Dinosauriern, die in Nordamerika gefunden wurden.

## Beschreibung
Dryptosaurus war etwa sechs Meter lang und hatte kräftige, krallenbewehrte Arme und klingenförmige, nach hinten gebogene Zähne. Das Schienbein (Tibia) war länger als der Oberschenkelknochen (Femur), was ihn zum schnellen Laufen befähigte. Kennzeichnendes Merkmal war eine riesige Kralle am ersten Finger, die mit 21 Zentimetern Länge (ohne die Hornscheide beim lebenden Tier) etwa 75 Prozent der Länge des Oberarmknochens (Humerus) ausmacht. Einige Wissenschaftler vermuteten, dass mit Hilfe dieser Kralle, von der man anfangs glaubte, dass sie zu einer der Zehen gehörte, die Adern der Beute durchtrennt oder die Panzerung von Ankylosauriern aufgestemmt worden ist.

## Historisches

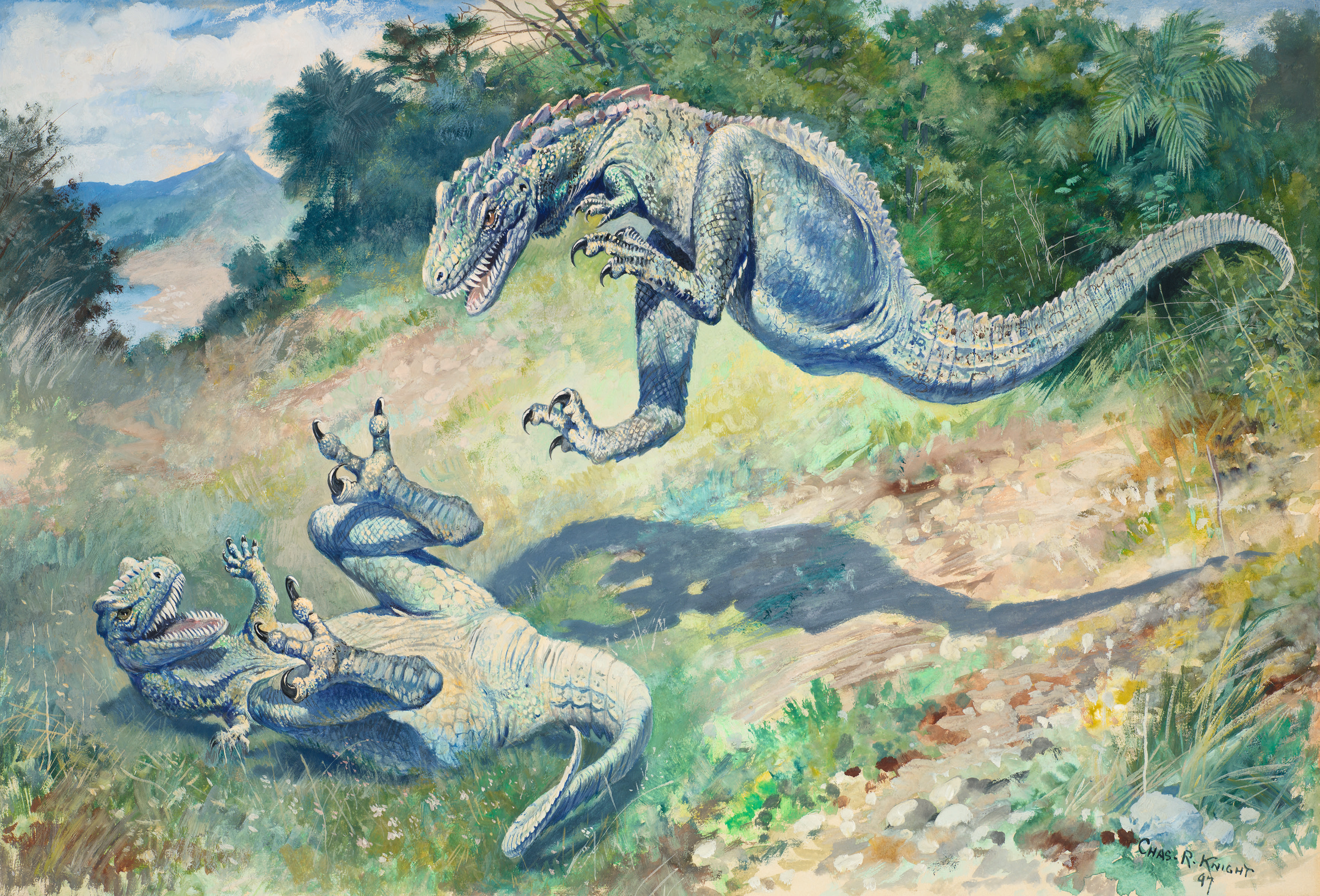
Historische, von Charles Knight gemalte Lebendrekonstruktion von „Laelaps“ aquilunguis aus dem Jahr 1897

Dryptosaurus war nach Hadrosaurus foulkii der zweite nahezu vollständige Skelettfund eines Dinosauriers und der erste eines Raubsauriers (vorher waren nur Zähne bekannt). Er wurde 1863 von Edward Drinker Cope in den Mergelgruben bei Haddonfield in New Jersey gefunden, derselben Gegend in der auch Hadrosaurus foulkii 1838 entdeckt wurde, dessen Fund 1858 Joseph Leidy zur Kenntnis kam. 1868 kam dann auch Othniel Charles Marsh nach Haddonfield und hier begannen auch die Bone Wars zwischen Cope und Marsh, denn nachdem Cope Marsh bei den Mergelgrubenbesitzern in Haddonfield eingeführt hatte, musste er entdecken, dass dieser insgeheim später zurückgekehrt war und den Arbeitern und Grubenbesitzern Geld für Fossilien bot. Im Gegensatz zu Hadrosaurus foulkii wurde Dryptosaurus nur vorübergehend im Museum montiert, Rekonstruktionszeichnungen von Charles R. Knight machten ihn aber bekannt.
Cope wählte für diesen Dinosaurier 1866 den Namen Laelaps aquilunguis, nach einem Jagdhund Laelaps des Aktaion aus der griechischen Mythologie, dem kein Tier entkam. Doch dieser Name war bereits an eine Milbengattung vergeben und musste darum geändert werden (Prioritätsregel). Ausgerechnet Copes Erzkonkurrent Marsh nannte ihn 1877 Dryptosaurus.
Als Dryptosaurus entdeckt wurde, hielt man ihn für den gewaltigsten Räuber aller Zeiten und glaubte, dass er sich mit känguruähnlichen Sprüngen auf seine bevorzugte Beute, den entenschnabeligen Hadrosaurus, gestürzt hatte, um ihr seine langen Krallen ins Fleisch zu rammen. Eine Reihe von Dinosaurierarten wurde Dryptosaurus zugeordnet, etwa Allosaurus medius und Creosaurus potens, doch ist nur die Typusart anerkannt.